# Ståndare
För andra betydelser, se Ståndare (olika betydelser).

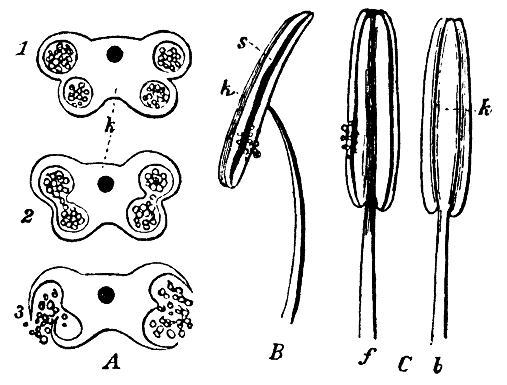
A tre tvärsnitt av ståndarknappar i olika utvecklingsstadier; i 2 och 3 är väggen mellan de ursprungliga knapprummen upplöst; k knappbandet.
B ståndare med strängen fäst vid knappens mitt; knappen har öppnat sig i en springa, s.
C ståndare sedd från framsidan (f) och från baksidan (b).

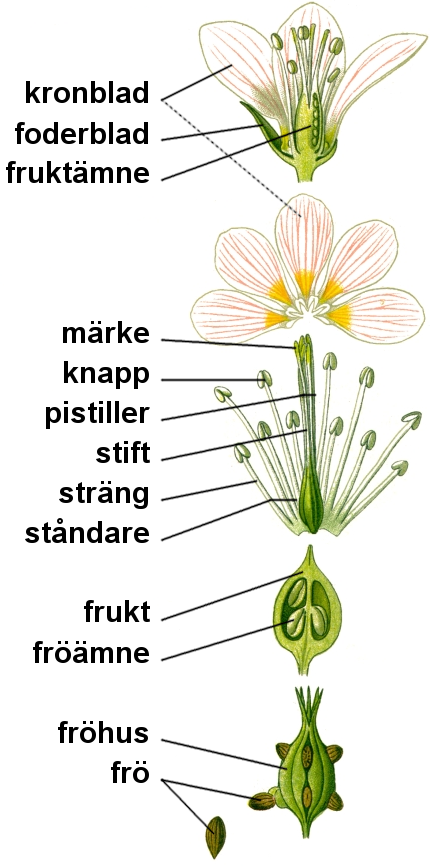
Blommans anatomi. I detta fall en illustration över harsyrans blomma.

Ståndare är hanorgan i en växt. En ståndare består av knapp och sträng. Den viktigaste delen är knappen (ståndarknappen), som bildar det befruktande pollenet. Knappen består av två knapprum (theca), som skiljs åt av knappbandet. Ursprungligen består varje knapprum av två rum (pollensäckar, pollenfack), skilda av en vägg som senare upplöses. En del ståndarknappar innehåller endast ett rum. 
Ståndarna i en blomma kallas gemensamt för androecium (av grekiskans aner, man).

## Ståndarnas variation
Antalet ståndare i en blomma kan variera från noll (i enkönat honliga blommor) via en till flera hundra. Ståndarna kan vara fria, eller så kan de vara förenade (sammanvuxna) med varandra. Hos de korgblommiga växterna (Asteraceae) är knapparna förenade till ett rör, hos näveväxter (Geraniaceae) är istället strängarna förenade till ett rör. Ståndarsträngen är oftast trådlik, men kan även vara platt och då är mer eller mindre bladlik. Strängen kan också helt saknas och knapparna kan vara fästade direkt på hyllet. Ståndarknapparna kan öppna sig på olika sätt, vanligast genom längsspringor, mera sällan genom porer.

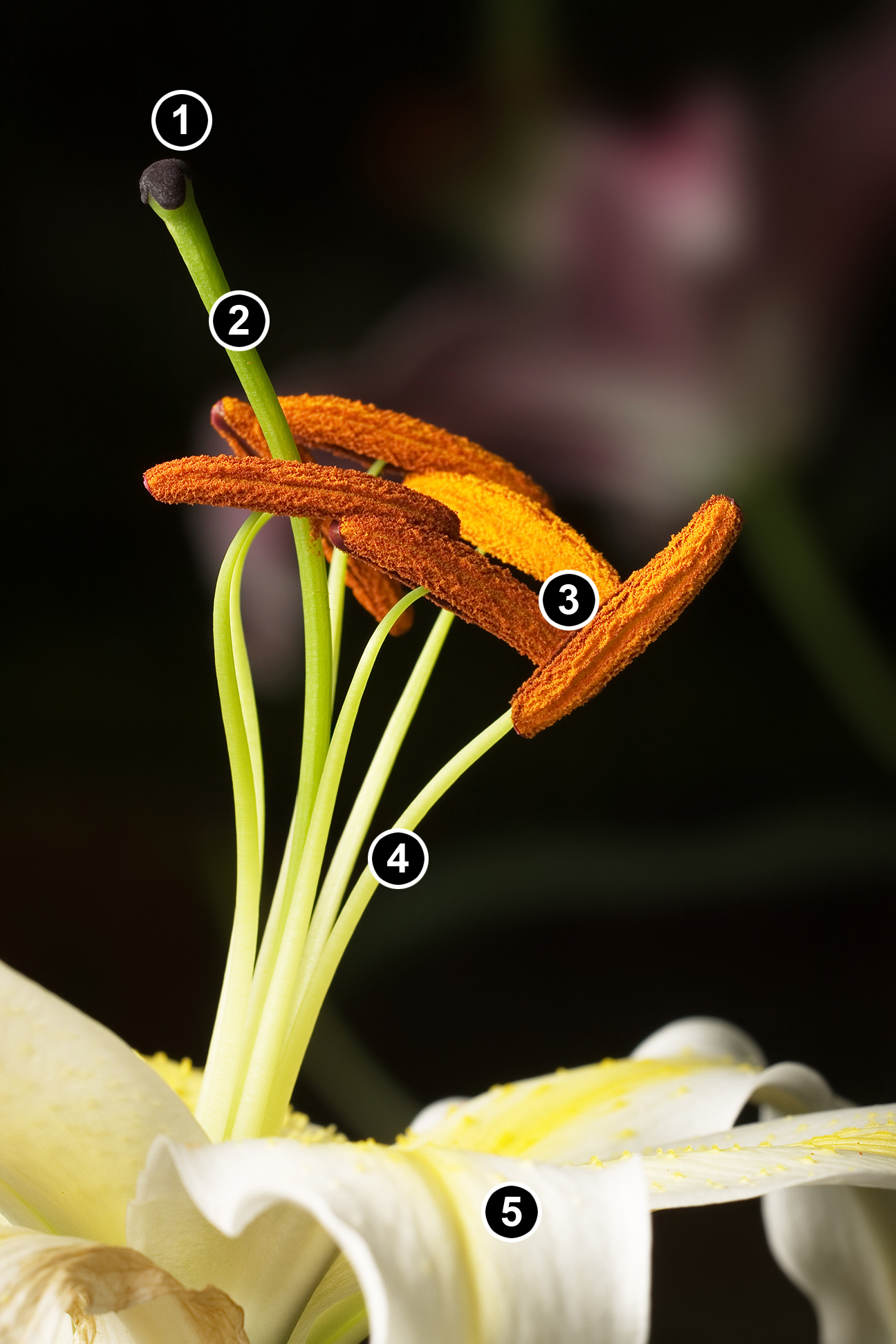
Fria ståndare med spricköppning hos Trumpetlilja (Lilium longiflorum).
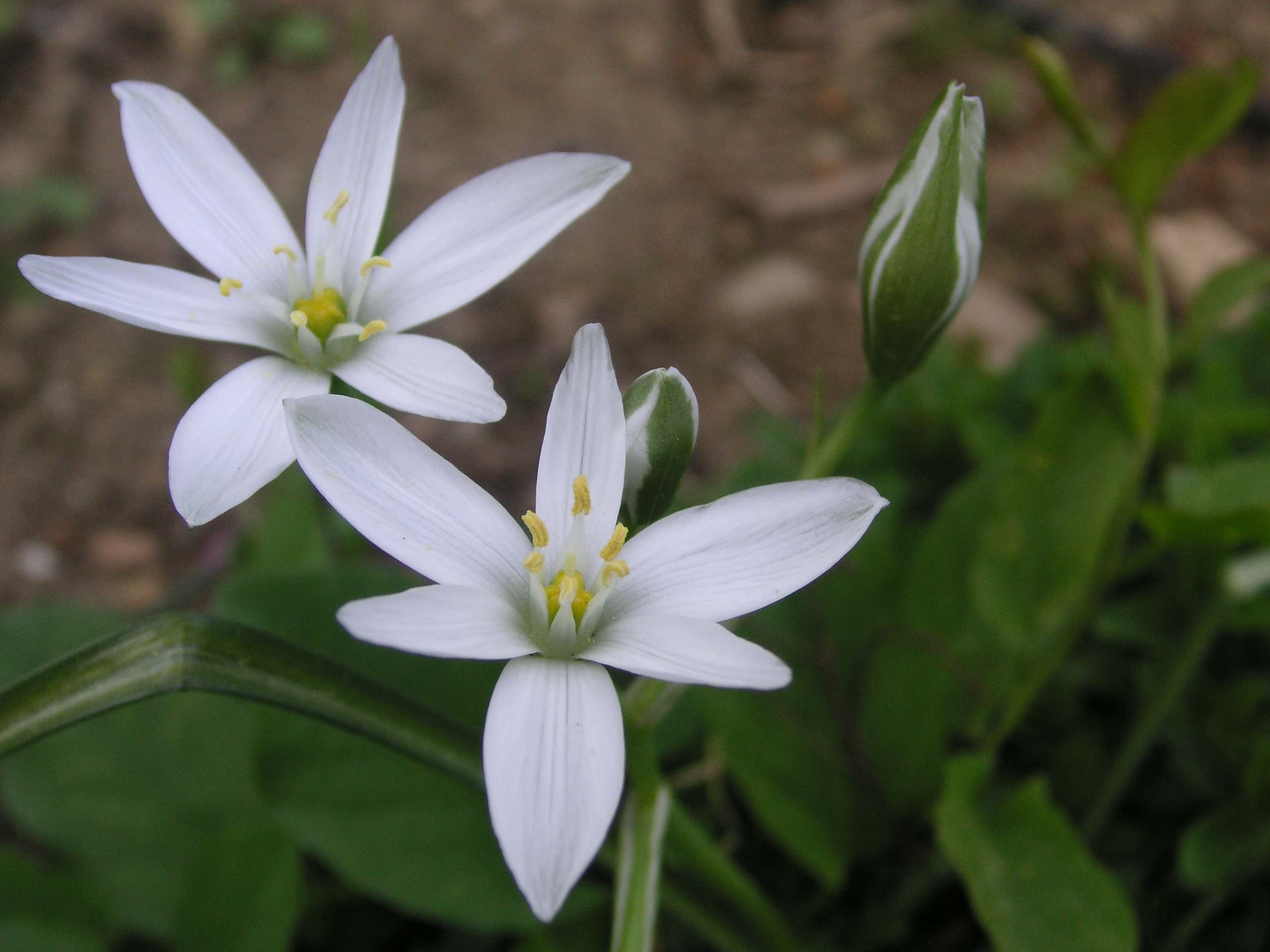
Platta ståndarsträngar hos Morgonstjärna (Ornithogalum umbellatum).
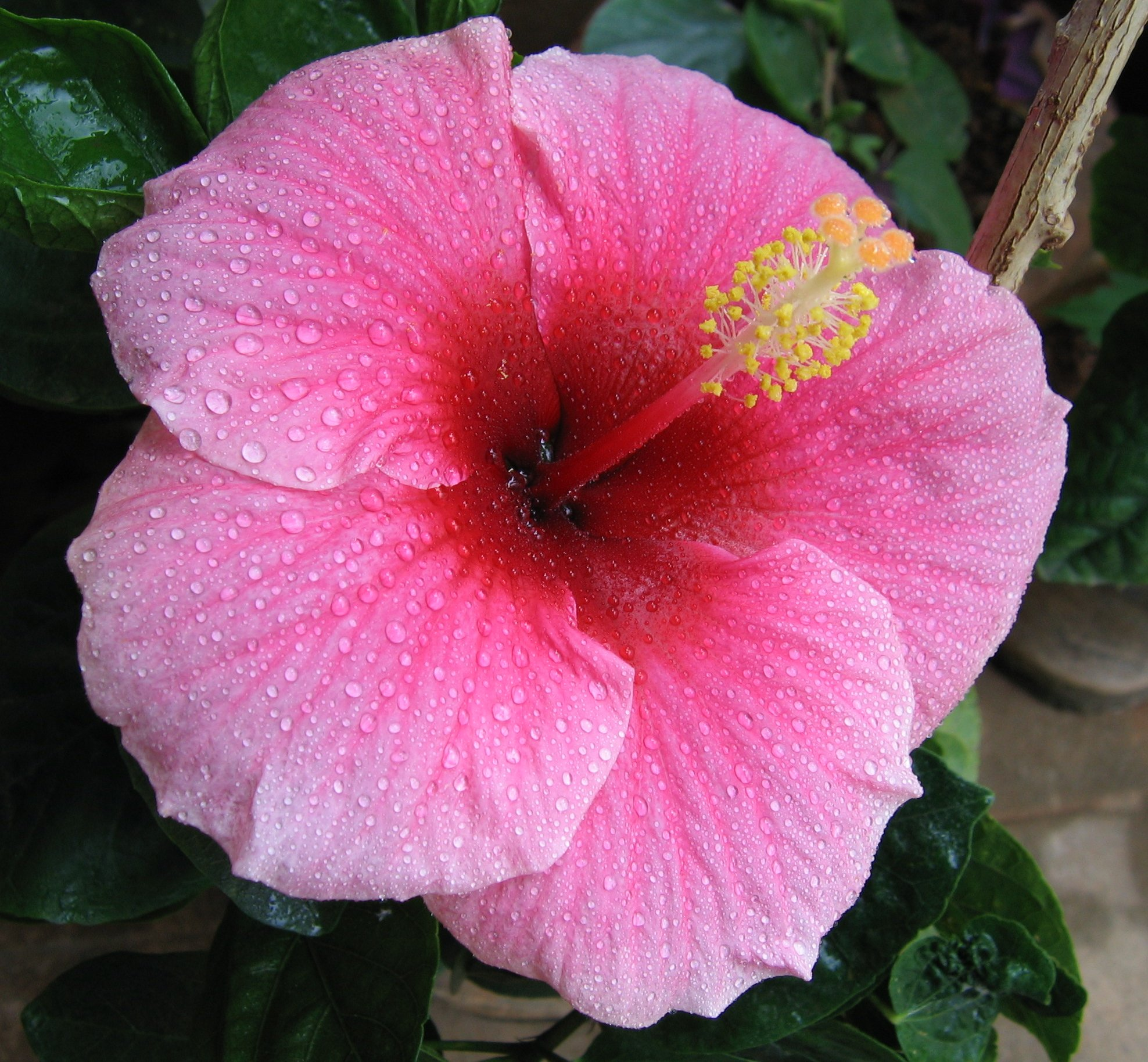
Ståndarsträngar förenade till ett rör runt pistillen hos Hibiscus.
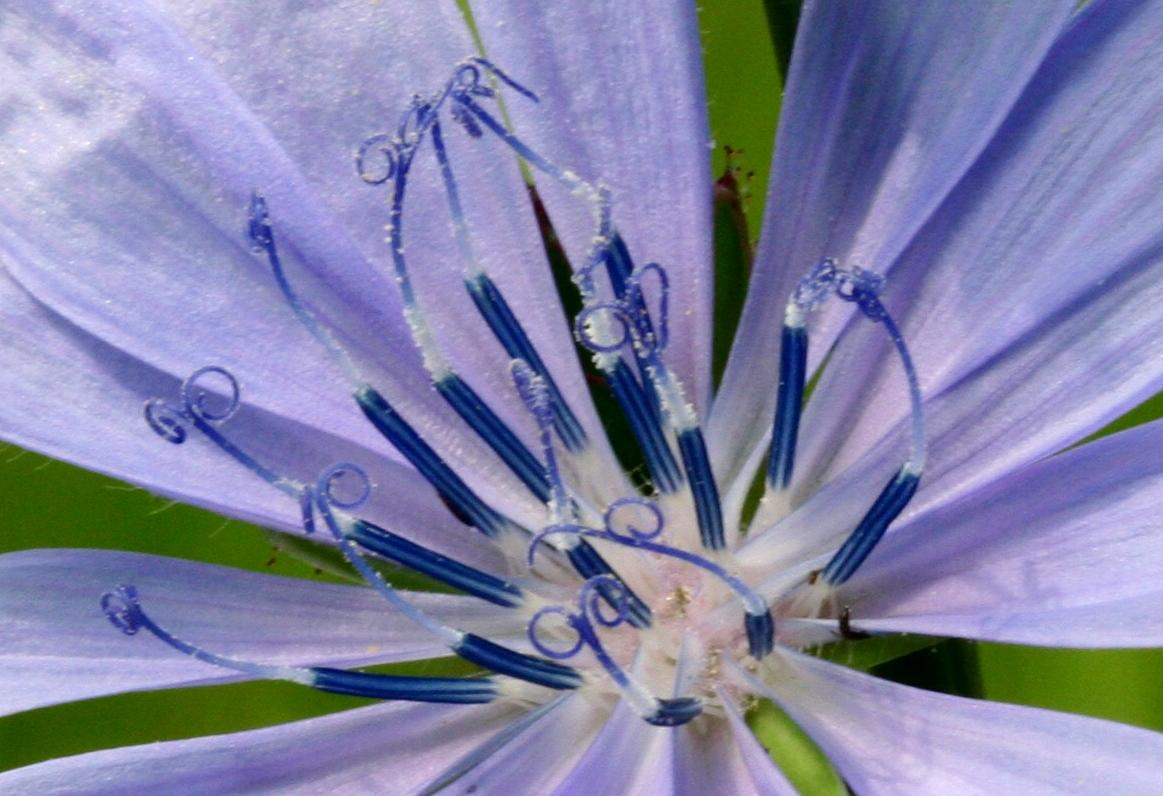
Ståndarknappar förenade till ett rör runt varje pistill hos Cikoria (Cichorium intybus).

## Staminodier
Staminodier är ståndare som ombildats och tappat sin pollenbärande funktion. Staminoider kan ha andra uppgifter, som nektarbildning, doftbildning eller skyltning. De förekommer både naturligt hos vilda växter och hos förädlade prydnadsväxter. De extra kronbladen i en fylld blomma är ofta just staminodier.

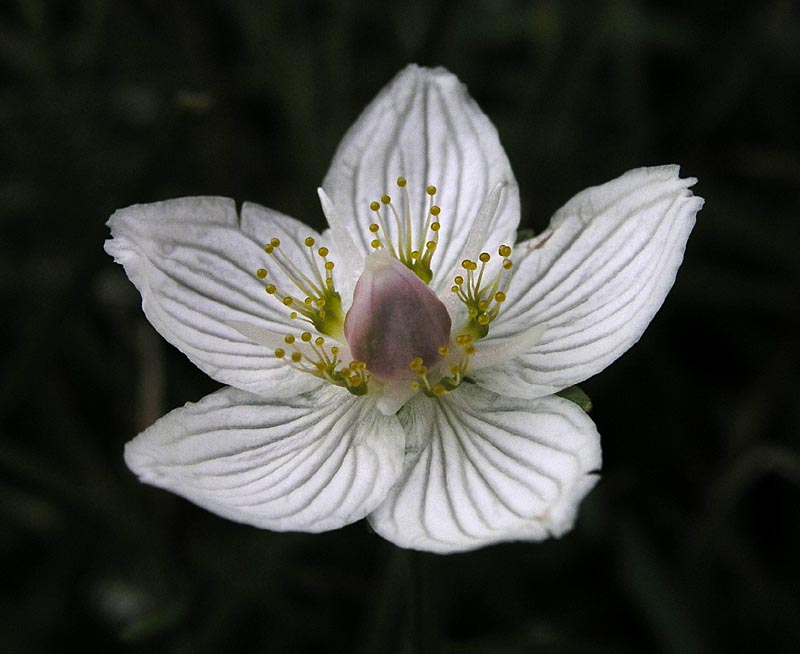
Gröngula staminodier hos Slåtterblomma (Parnassia palustris).
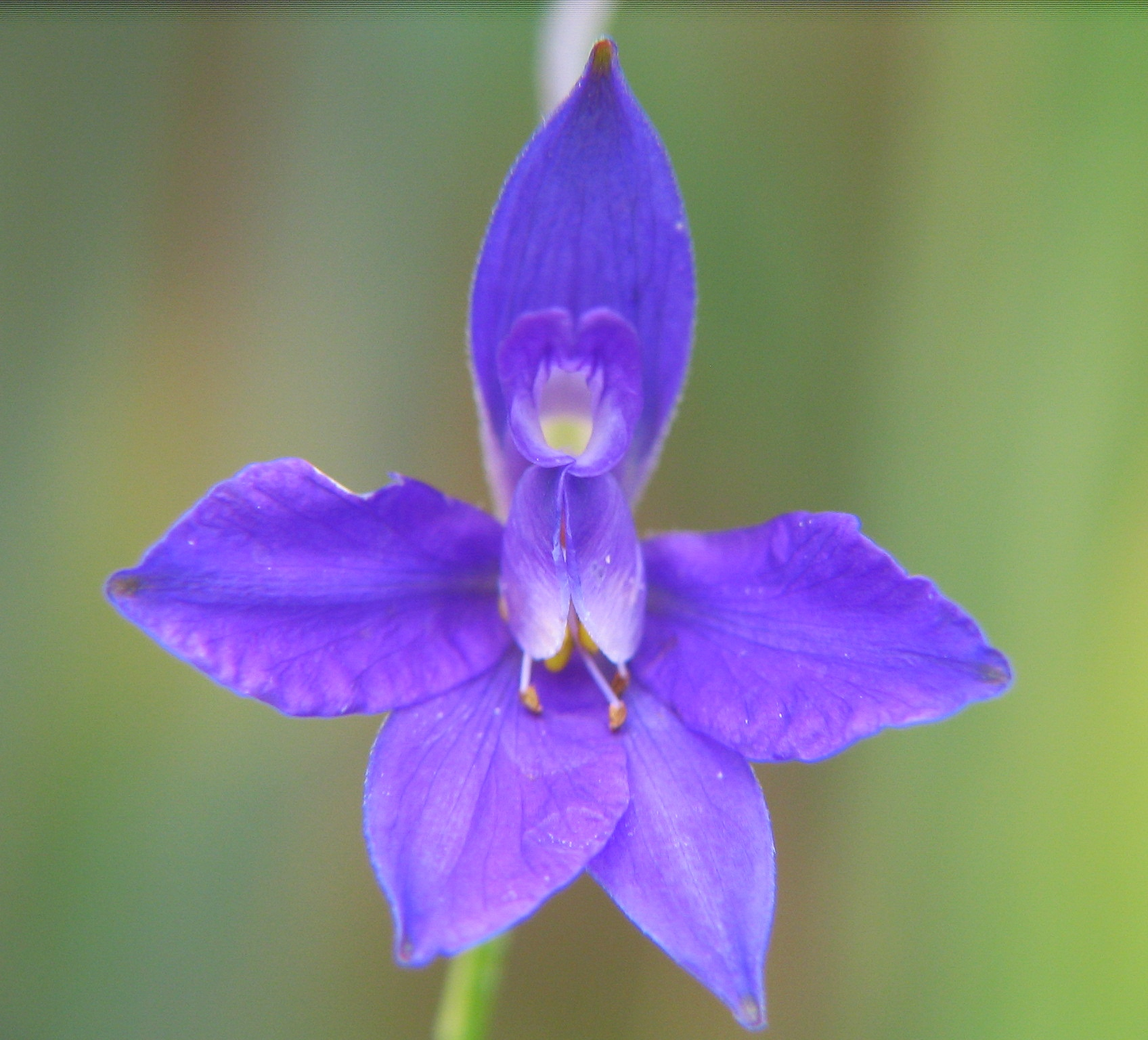
Blå kronbladslika staminodier hos Riddarsporre (Consolida regalis).
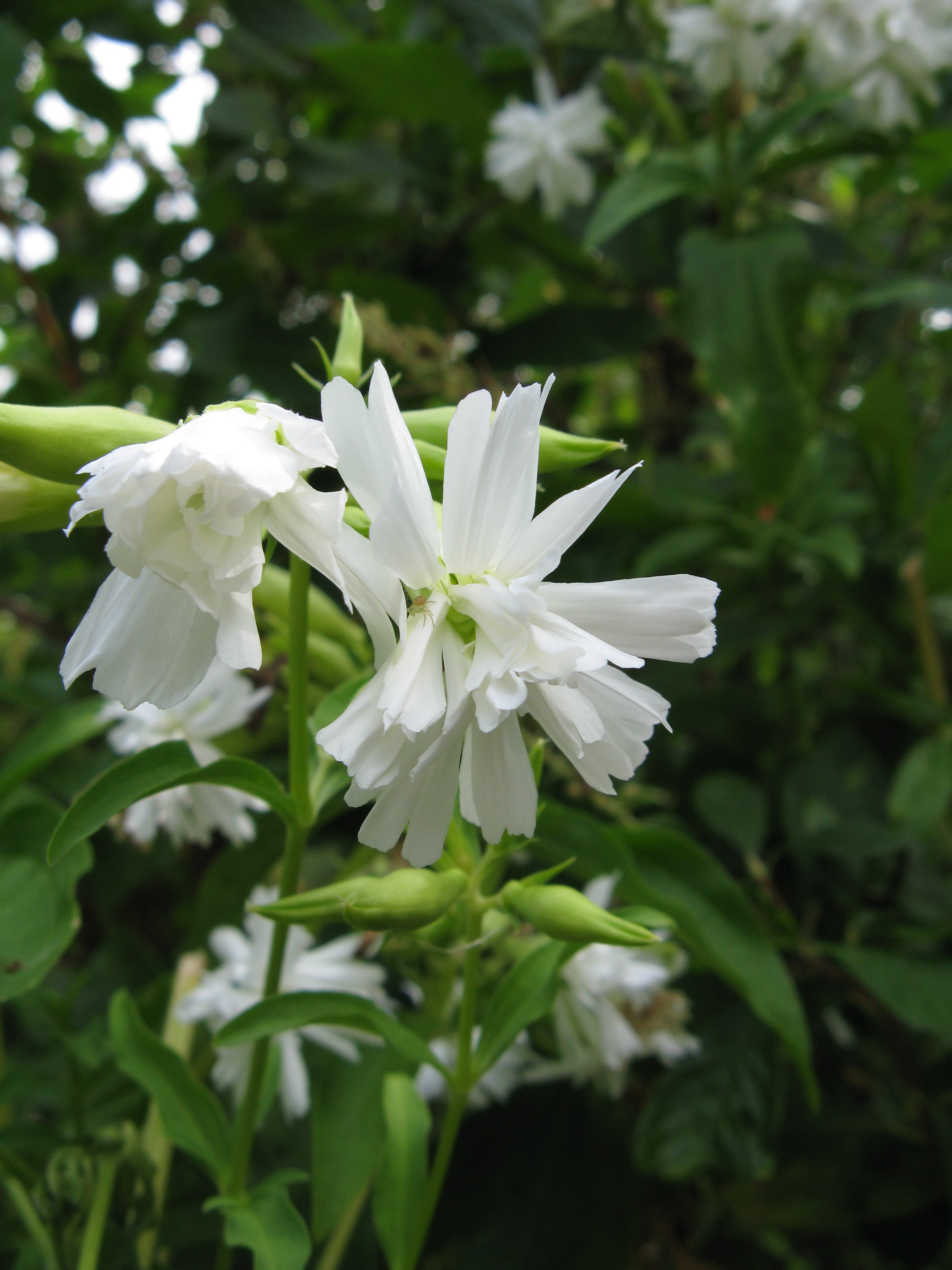
Vita kronbladslika staminodier hos Såpnejlika (Saponaria officinalis).

## Ståndarnas evolution
Mycket tyder på att kronblad har uppkommit ur ombildade ståndare.